# Candles
"Candles" é o quarto single da banda norte-americana Hey Monday. A versão original está no álbum de estréia do grupo, Hold on Tight, de 2008. Eles gravaram uma nova versão enquanto faziam seu novo EP, Beneath It All, e lançaram a canção oficialmente em 8 de fevereiro de 2011. A nova versão de "Candles" foi anunciado oficialmente em 7 de janeiro pelo site oficial da banda. Também foi anunciado que o single seria lançado com uma versão acústica da canção e com uma nova música chamada "The One That Got Away".

## Faixas
| Download digital |                                  |         |  |
| N.º              | Título                           | Duração |  |
| 1.               | "Candles" (2011)                 | 2:58    |  |
| 2.               | "Candles" (Versão demo acústica) |         |  |
| 3.               | "The One That Got Away"          |         |  |